# Cid Guerreiro
Cid Eduardo Meireles, também conhecido como Cid Guerreiro (Salvador, 4 de novembro de 1959), é um compositor, cantor, produtor musical e apresentador de televisão brasileiro.

## Carreira
Começou sua caminhada participando de festivais intercolegial em Salvador como roqueiro, mas sua carreira profissional foi dada inicio quando recebeu um convite de Orlando Campos para ir para o Rio de Janeiro para ingressar no Trio Elétrico Tapajós.
Cid é um dos criadores do movimento Axé Music.
Em sua carreira, ganhou mais notoriedade quando foi lançado como compositor das músicas Ilariê e Tindolelê, cantadas pela apresentadora brasileira Xuxa. Ilariê foi um dos grandes sucessos da sua carreira e fez parte do álbum Xou da Xuxa 3, que entrou para o Guinness Book como disco infantil mais vendido. A música ficou na 1ª posição entre as mais ouvidas no país durante 20 semanas. A música já foi regravada em diversos dialetos diferentes, tendo até a sua versão em chinês. A música Circo da Alegria, rendeu disco de ouro para a dupla de palhaços Atchim & Espirro em 1988 ou 1989.
. As músicas Tindolelê, Pinel por Você e Eu Tô Feliz se tornaram o carro-chefe dos álbuns posteriores e fizeram muito sucesso dando sequencia no seu trabalho.
No auge de sua carreira, fez várias participações em programas de televisão, como Xou da Xuxa, Cassino do Chacrinha, Programas de Silvio Santos, Show Maravilha, Xuxa Hits, Raul Gil, entre outros. Cid teve uma carreira internacional, chegando a gravar 2 dois CD's em espanhol, e a ganhar prêmio na Argentina.
Foi criador e apresentador dos programas: Tribo do Guerreiro, Tribo Radical, Verão da Tribo e TV Tribo, nas Tv's: TV Capixaba, Band Bahia, TV Difusora e TV Jangadeiro.
Guerreiro tem um trabalho social na cidade de Aquiraz, com instrumentos de percussão feitos de materiais recicláveis chamado "O Som das Tribos".
Se tornou evangélico em 2005, e gravou seu primeiro CD de músicas evangélicas em 2009 intitulado "Prego na Mão". Em 2013, lança o CD "Guerreiro de Deus". Em 2017, gravou seu primeiro DVD gospel "Eis-me Aqui nos Ribeirinhos", gravado em uma comunidade ribeirinha no interior do Pará. Em 2021, lança seu single com clipe "Santo Espírito".

### Compositor
Como compositor, ele fez parcerias nas canções para alguns artistas, entre elas, a primeira e famosa canção da apresentadora Xuxa. Além de outras composições para a dupla Atchim e Espirro e das apresentadoras Mara Maravilha, Angélica e Eliana.
- "Ilariê" (1988) - Xou da Xuxa 3
- "O Circo da Alegria" (1988) - Atchim e Espirro
- "Tindolelê" (1989) - 4º Xou da Xuxa
- "Pinel por você" (1990) - Xuxa 5
- "Mamboleo" (1992) - Xou da Xuxa Sete
- "Sorriso no Rosto" (1992) - Xou da Xuxa Sete
- "Maravilhê" (1992) - Mara Maravilha: O Importante É Ser Feliz
- "Xuá xuá" (1995) - Xuxa: Luz no Meu Caminho
- "Passarê" (1995) - Angélica (em homenagem ao programa (atual quadro do Domingo Legal) Passa ou Repassa, do SBT)
- "Lá Vai a Loira" (1996) - Xuxa: Tô de Bem com a Vida
- "Xuxaxé" (1996) - Xuxa: Tô de Bem com a Vida
- "Carnaxuxa" (1996) - Xuxa: Tô de Bem com a Vida
- "Eu Tô Feliz" (1998) - Xuxa: Só Faltava Você
- "O Bicho Vai Pegar" (1999) - Xuxa 2000
- "Na Hora da Alegria" (2000) - Eliana

### Cantor
Como cantor, Cid lançou diversas músicas de trabalho (contando com sua fase atual da carreira) e alguns de sucesso.

#### SucessosPrincipais
- "Dança do Bambolê" (1987-88)
- "Lambada Pinel" (1988)
- "Tô Querendo Navegar" (1988-89)
- "Te Futaco" (1988-89)
- "Coisa Brasileira" (1990)
- "Pirata e Sereia" (1990)
- "Mutchaka" (1991-92)
- "Beckembala" (1993)
- "Prego na Mão" (2009-2010)
- "Vamos Abrir o Mar" (2010)
- "Eis me aqui" (2013)
- Santo Espírito ( 2021) clipe

#### SucessosMenores eRegravações
- "Pra Vadiar" (1990-91)
- "Gatinha" (1991-92)
- "Nossa Gente (Avisa lá)" (1993)
- "Paz e Amor" (1993)
- "O Bicho Tá No Morro" (1994-95)
- "Dulce Obsesion (Doce Obcessão)" (1994)
- "Cabecinha do Papai" (1996)
- "Chamego" (1997)
- "Dança do Urubu" (1998)
- "Maria Fedorenta" (1999)
- "Tribo da Paz" (2006)
- "O Som da Tribo" (2006)